# Poprask na laguně
Poprask na laguně (v originále Le baruffe Chiozzotte, doslova Rvačky v Chiozze) je divadelní hra Carla Goldoniho z roku 1762.
Poprvé ji uvedlo divadlo San Luca (Teatro Goldoni) v Benátkách během karnevalu roku 1762.
České premiéry v překladu Jaroslava Pokorného se hra dočkala 1. října 1954 v Krajském oblastním divadle Šumperk.

## České překlady
- 1954 Poprask na laguně, Jaroslav Pokorný

## Obsah

### Postavy
- Patron Toni, patron rybářské posádky
- Paní Pasqua, žena patrona Toniho
- Lucietta, děvče, sestra patrona Toniho
- Titta-Nane, mladý rybář
- Beppo, mladík, bratr patrona Toniho
- Patron Fortunato, rybář
- Paní Libera, žena patrona Fortunata
- Orsetta, děvče, sestra paní Libery
- Checca, jiné děvče, sestra paní Libery
- Patron Vicenzo, obchodník rybami
- Toffolo, lodičkář
- Isidoro, koadjutor u trestního soudu
- Komisař, soudní posel
- Čahoun, chlapec, prodavač pečených dýní
- Námořníci z bárky patrona Toniho
- Koadjutorův sluha

### Děj
Hra představuje přechod od komedie masek ke komedii charakterů. Goldoni při psaní čerpal ze zážitků, které získal jako koadjutor u soudu v italském rybářském městě Chioggia. Postavy mluví místním dialektem. Dva snoubenecké vztahy – Lucietty a Titta-Naneho a Orsetty a Beppa – naruší setkání s lodičkářem Toffolem, který na ně přijde žalovat k místnímu koadjutorovi. Ten si následně dotyčné zavolá a snaží se spor urovnat.

## České divadelní inscenace (výběr)
- 1994 Poprask na laguně, Divadlo na Vinohradech, překlad: Jaroslav Pokorný, režie: Ladislav Smoček, hrají: Ladislav Frej, Martin Zahálka, Daniela Kolářová, Pavlína Mourková, Viktor Preiss, Hana Maciuchová, Kateřina Brožová, Vendulka Křížová
- 2024 Poprask na laguně, Divadlo na Vinohradech, překlad: Jaroslav Pokorný, režie: Juraj Deák, hrají: Aleš Procházka, Jiří Panzner, Andrea Černá, Jana Kotrbatá, Jiří Maryško, Tereza Bebarová, Sára Rychlíková, Karolína Knězů